# 德尔米鲁戈韦亚
德尔米鲁戈韦亚（葡萄牙語：Delmiro Gouveia）是巴西阿拉戈斯州的一个市镇。总面积609.7平方公里，总人口48462人，人口密度79.5人/平方公里。